# Ilona Szymerska
Ilona Szymerska (ur. 19 stycznia 1980) – polska lekkoatletka, specjalizująca się w biegach sprinterskich.

## Osiągnięcia
- Mistrzostwa Polski seniorów w lekkoatletyce
  - Kraków 1999 – złoty medal w sztafecie 4 × 400 m
  - Kraków 2000 – brązowy medal w sztafecie 4 × 400 m
  - Bydgoszcz 2001 – złoty medal w sztafecie 4 × 400 m
  - Szczecin 2002 – złoty medal w sztafecie 4 × 400 m, srebrny medal w sztafecie 4 × 100 m
- Młodzieżowe mistrzostwa Polski w lekkoatletyce
  - Kraków 2002 – złoty medal w sztafecie 4 × 100 m

## Rekordy życiowe
- bieg na 200 metrów
  - stadion – 24,55 (Bydgoszcz 2002)
- bieg na 400 metrów
  - stadion – 54,00 (Szczecin 2002)